# Distretto di Sikar
Il distretto di Sikar è un distretto del Rajasthan, in India, di 2 287 229 abitanti. È situato nella divisione di Jaipur e il suo capoluogo è Sikar.